# Hans-Jörg Offergeld
Hans-Jörg Offergeld (* 5. Mai 1942) ist ein ehemaliger deutscher Tischtennis-Nationalspieler. Er wurde mit Düsseldorf und Mettmann insgesamt sechsmal deutscher Mannschaftsmeister.

## Werdegang
Offergeld trat 1957 dem Verein DJK TuSA 06 Düsseldorf bei. Mit dessen Herrenmannschaft wurde er von 1962 bis 1967 fünfmal in Folge Deutscher Meister. 1964 und 1965 war er am Gewinn des Deutschen Pokals beteiligt. Später wechselte er zum Mettmanner TV, mit dem er 1971/72 die Deutsche Meisterschaft gewann. 1973 kehrte er wieder zu DJK TuSA 06 Düsseldorf zurück.
Anfang der 1960er Jahre trat er auch international in Erscheinung und absolvierte zwei Länderspiele. So siegte er im September 1962 gegen die Niederlande in beiden Einzeln gegen Gerard Bakker und Bert Onnes und blieb ohne Niederlage.
Im gleichen Jahr nahm er an den Individualwettbewerben der Europameisterschaft in Berlin teil. Dabei besiegte er im Einzel Jeffrey Ingber (England), Odd Nielsen (Norwegen) und Wolfgang Lux (Deutschland) und verlor dann in der Runde der letzten 16 gegen Vojislav Marković (Jugoslawien). Das Doppel mit Hans Wilhelm Gäb erreichte nach Siegen über Fernando Huecas/Tales (Spanien), Ian Harrison/Jeffrey Ingber (England) und Martin Ness/Aloizy Ehrlich (Frankreich) das Halbfinale, wo es von Edvard Vecko/Istvan Korpa (Jugoslawien) gestoppt wurde. Das Mixed mit Gudrun Müller schied nach einem Freilos gegen Vojislav Marković/Monique Alber (Jugoslawien/Frankreich) aus.
Bei Nationalen Deutschen Meisterschaften erreichte er viermal das Halbfinale im Doppel: 1963 und 1964 mit Peter Hübner sowie 1969 und 1970 mit Karl-Heinz Scholl.

## Privat
Offergeld arbeitete als selbständiger Kaufmann.

## Turnierergebnisse
| Verband | Veranstaltung       | Jahr | Ort    | Land | Einzel    | Doppel        | Mixed | Team |
| ------- | ------------------- | ---- | ------ | ---- | --------- | ------------- | ----- | ---- |
| FRG     | Europameisterschaft | 1962 | Berlin | FRG  | letzte 16 | Viertelfinale |       |      |